# Gheorghe Mandrea
Gheorghe Mandrea (1855-1916) fue un arquitecto rumano.

## Biografía

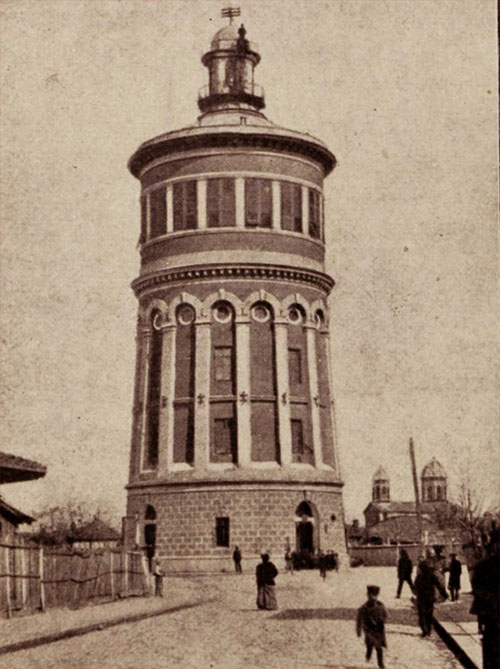
Foișorul de Foc en Bucarest

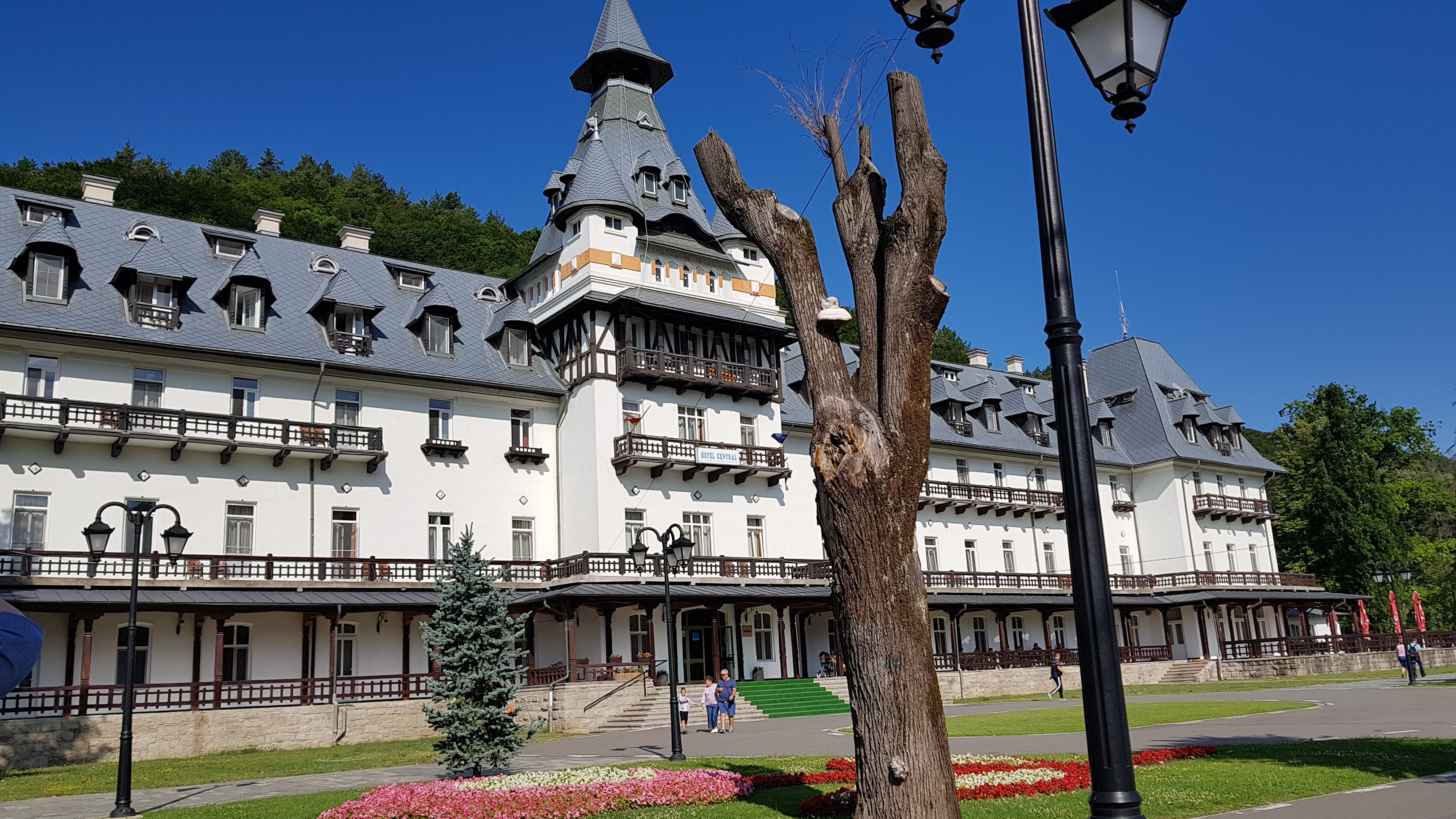
Pabellón central en Călimănești

Nacido el 2 de enero de 1855 en Focşani, finalizó sus estudios en Dresde de 1870 a 1879. Luego marchó a París, donde ingresó en el Crédit Lyonnais y asistió a la escuela de Bellas Artes. De regreso a su país natal, el Ministerio de Dominios le encomendó la construcción del balneario de Călimănești. Empleado como arquitecto del Ayuntamiento de la capital, jefe de servicio, ejecutó la construcción de catorce escuelas primarias, además de construir el Seminario Central, el Internado Modelo de Escuela Secundaria en Iași y el Foișorul de Foc de Bucarest. Hacia 1897 era arquitecto de Eforia Spitalelor Civile, una institución dedicada a la gestión de hospitales. Falleció en 1916.